# Міуський лиман
Міу́ський лима́н — естуарій річки Міус, яка впадає до Азовського моря.
Довжина лиману — близько 33 км. Середня ширина — 2 км, місцями є звуження до 200 м і розширення до 3 км. Середня глибина 0,96 м. Площа водної поверхні — 59 км². Коливання рівня води в лимані незначні — 60-70 см. Кліматичні умови в лимані близькі до умов у Таганрозькій затоці.
Вода у річці Міус містить велику кількість мінералів. Зміст сухих агентів, таких як пил, перевищує норму в 1,5 рази, сульфатів — 4 рази. З'єднується лиман з Азовським морем гирлом, шириною близько 400 м. Довжина лиману досягає 40 км, а глибина — 3-5 м.